# Boriti
Boriti – wieś w Gruzji, w regionie Imeretia, w gminie Charagauli. W 2014 roku liczyła 557 mieszkańców.